# Последний континент
«Последний континент» (англ. The Last Continent) — юмористическое фэнтези английского писателя Терри Пратчетта, написанное в 1998-м году.
Это двадцать вторая книга из серии цикла «Плоский мир», шестая книга из цикла о волшебнике Ринсвинде.

## Сюжет
Все началось с того, что в Незримом Университете заболел Библиотекарь. Его магический насморк не позволил ему заниматься своими обязанностями — контролировать своенравные гримуары и фолианты, хранящиеся в Библиотеке. Из-за этого стало невозможно пользоваться библиотекой, а какой университет может существовать без неё?
Заболевшего орангутана необходимо было как можно скорее вылечить, но для заклинания требовалось знать его настоящее имя. Оказалось, что его знает только один волшебник — Ринсвинд. Однако после событий, описанных в книге «Интересные времена», в результате ошибки в расчётах университетского компьютера ГЕКСа, он оказался на далёком и таинственном континенте XXXX.
Перед преподавательским составом встал вопрос: что это за континент и как найти там Ринсвинда?
В поисках ответа на этот вопрос отряд волшебников, возглавляемый аркканцлером Чудаккули, в составе Казначея, Думминга Тупса, Декана, Главного философа, Завкафедрой беспредметных изысканий, Профессора современного руносложения, Библиотекаря и мисс Герпес (домоправительницы), отправился на континент XXXX. Однако, к сожалению, они немного не рассчитали время и разминулись с Ринсвиндом на целых 30 тысяч лет.
Но несмотря на это, им удалось встретиться с самим Создателем, который как раз завершал свой очередной проект. Волшебники не могли не вмешаться в этот процесс, и в результате на континенте надолго воцарился огромный антициклон. В течение 30 тысяч лет над этой землёй не пролилось ни капли воды, и к моменту появления Ринсвинда засуха достигла катастрофических масштабов.
Поскольку цепочка событий, произошедших в прошлом, началась с появления Ринсвинда в настоящем, именно ему было суждено исправить совершившуюся ошибку. Действительно, если не он, то кто? Мисс Герпес же, благодаря умеренному питанию и активному образу жизни, стремительно худеет и становится очень милой особой.

## Главные герои
- Ринсвинд
- Волшебники Незримого Университета
- Сундук
- аркканцлер Чудаккули
- Библиотекарь

## Аллюзии
В книге содержатся многочисленные аллюзии на жизнь и культуру Австралии, например, на фильмы Крокодил Данди и Безумный Макс, культуру аборигенов.
Десерт «персиковая Нелли» является отсылкой к персику Мелба, названному в честь австралийской оперной певицы Нелли Мелбы.